# Neipperg

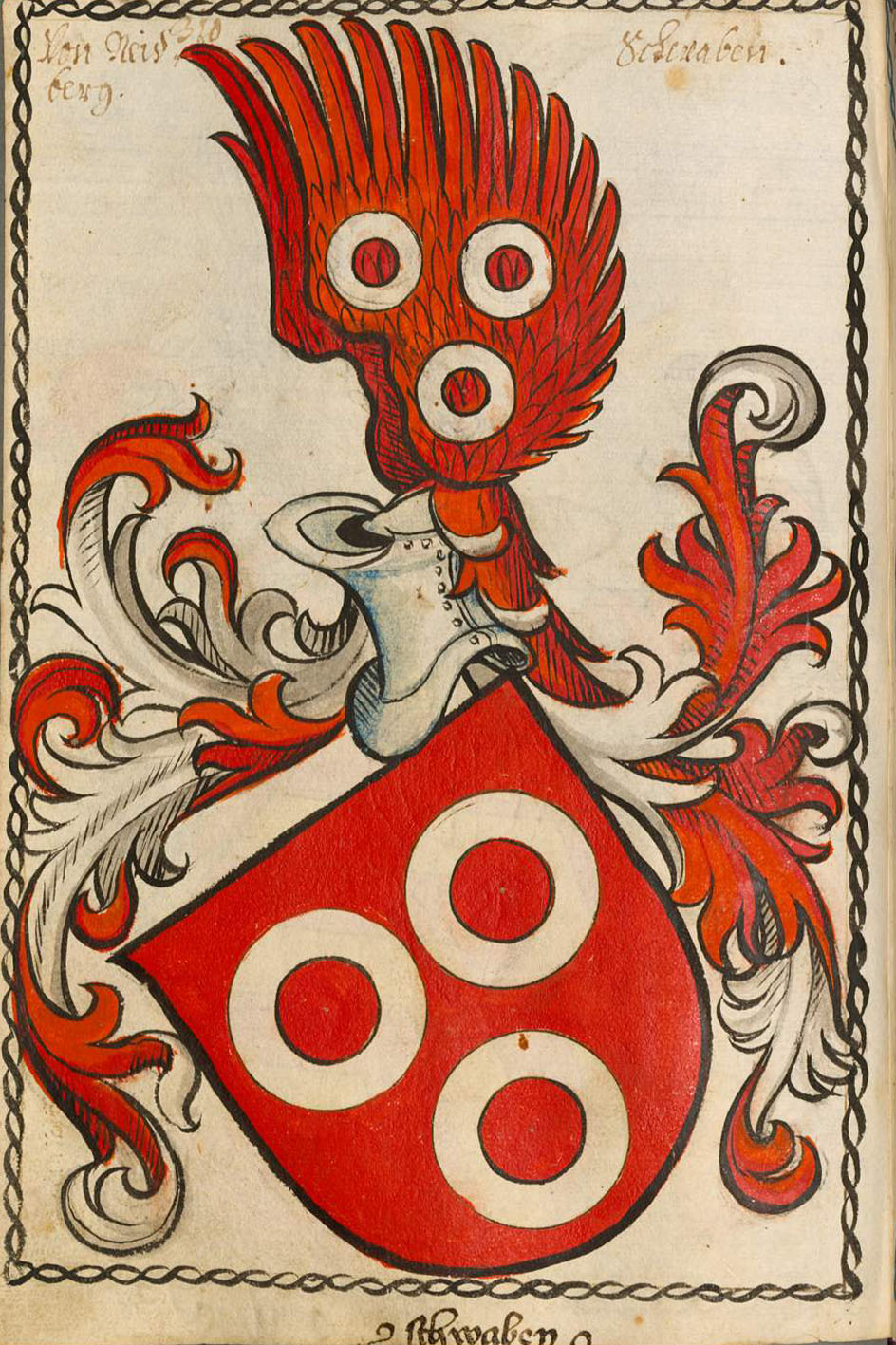
Wapen

Neipperg is een hoogadellijk geslacht in Duitsland. De familie is met Birtilo van Schwaigern bekend sinds ongeveer 1120. Sinds 1241 noemen ze zich Van Neipperg. 
In 1302 werd de heerlijkheid Schwaigern verworven en in 1407 Klingenberg. Alle bezittingen maakten deel uit van het gebied van de Rijksridderschap.
Op 5 februari 1726 werden de heren verheven tot graaf van het Heilige Roomse Rijk. Nieuwe aanwinsten waren Hausen bei Massenbach, Adelshofen en een deel van Gemmingen in 1737. In 1766 werden de graven toegelaten tot de bank van de Zwabische graven in de Rijksdag. Omdat de vereiste rijksonmiddellijke heerlijkheden tot de Rijksridderschap behoorden voldeden ze niet aan de eis voor het normale lidmaatschap van de gravenbank. De graven hadden daarom de status van personalist.
Artikel 25 van de Rijnbondakte van 12 juli 1806 maakte een eind aan de zelfstandigheid van de rijksridderschap. De bezittingen van de graaf van Neipperg werden bij het koninkrijk Württemberg ingelijfd.
Anno 2019 was Josef Hubert von Neipperg (1918-2020) hoofd van het huis. Na diens overlijden op 12 september 2020 werd zijn oudste zoon Karl Eugen Graf und Herr von Neipperg (1951) hoofd van het huis.